# Helena znojemska

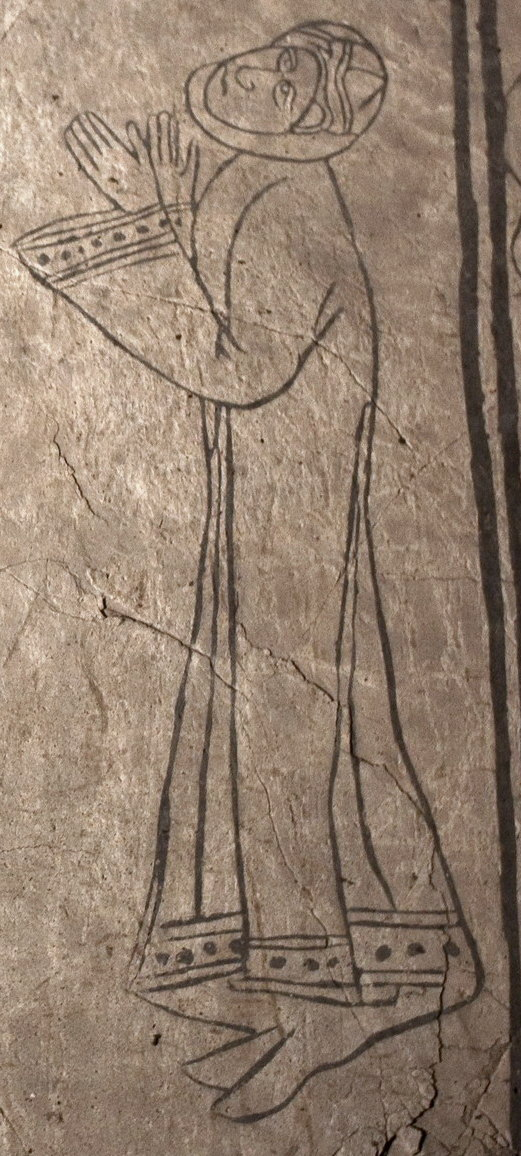
Helena znojemska na wiślickiej Płycie Orantów

Helena znojemska (ur. w latach 40. XII w., zm. 2 kwietnia lub 19 czerwca między 1202 a 1206) – księżniczka morawska, księżna krakowska i sandomierska od około 1165 do 1194 oraz mazowiecka w latach 1186–1194, regentka w księstwach krakowskim, sandomierskim i mazowieckim w imieniu małoletnich synów Leszka Białego i Konrada mazowieckiego w latach 1194–1199/1200, córka Konrada II z dynastii Przemyślidów.

## Życiorys
Helena była córką Konrada II, czeskiego księcia dzielnicowego, panującego w morawskim Znojmie i Marii serbskiej, córki wielkiego żupana serbskiego Urosza I. Imię odziedziczyła zapewne po siostrze matki, żonie władcy węgierskiego Beli II Ślepego. Z kroniki Wincentego Kadłubka jednoznacznie jednak wynika, że bratem księżniczki był Konrad III Otto, od którego była młodsza.
W bliżej nieznanym roku, najprawdopodobniej między 1160 a 1165 poślubiła najmłodszego syna Bolesława III Krzywoustego, Kazimierza II Sprawiedliwego (stało się to prawdopodobnie już tuż po powrocie Kazimierza z niewoli Fryderyka Barbarossy). Z małżeństwa tego doczekała się sześciorga dzieci: nieznanej z imienia córki, późniejszej małżonki księcia czernihowskiego i kijowskiego, Wsiewołoda Czermnego, zmarłych w młodym wieku synów: Kazimierza, Bolesława i Odona, Adelajdy oraz późniejszych panujących książąt Leszka Białego i Konrada mazowieckiego.
5 maja 1194, być może w wyniku zawału serca, zmarł mąż Heleny, Kazimierz Sprawiedliwy, pozostawiając dwóch nieletnich synów. Rządy regencyjne w Małopolsce i na Mazowszu objęła Helena razem z biskupem krakowskim Pełką i wojewodą krakowskim Mikołajem.
Rządy Heleny nie należały do spokojnych, gdyż władzy małoletnich książąt zagrażał pozbawiony tronu krakowskiego przez Kazimierza jego starszy brat, Mieszko III Stary. Krwawe zapasy, których kulminacyjnym momentem była bitwa nad Mozgawą pomiędzy stronnictwem Kazimierzowiców i Mieszka trwały do 1198, kiedy to regentka wypracowała porozumienie z księciem wielkopolskim, na mocy którego Mieszko miał odzyskać Kraków, w zamian za co oddawał synom Kazimierza zagarnięte wcześniej Kujawy. Samodzielną władzę nad ojcowizną Leszek Biały objął prawdopodobnie w 1199 lub 1200. O wielkim zmyśle politycznym i inteligencji Heleny świadczą słowa zapisane w kronice Wincentego Kadłubka, który na pewno znał księżną osobiście. Według kronikarza Helena była "kobietą mądrą ponad mądrość kobiecą". Księżna biła własne monety z legendą ALENA DVCTRIX.
Helena znojemska zmarła pomiędzy 1202 a 1206, najprawdopodobniej 2 kwietnia lub 19 czerwca, doczekawszy się najprawdopodobniej powtórnego objęcia tronu krakowskiego przez syna po śmierci Mieszka III Starego i krótkim epizodzie panowania jego potomka Władysława III Laskonogiego.

## Genealogia
| Luitpold ur. ? zm. 15 III 1112 | Luitpold ur. ? zm. 15 III 1112 |                             |                             | Ida ur. ? zm. ? | Ida ur. ? zm. ? |  |  | Urosz I ur. ? zm. 1131 | Urosz I ur. ? zm. 1131 |                                 |                                 | NN ur. ? zm. ? | NN ur. ? zm. ? |
|                                |                                |                             |                             |                 |                 |  |  |                        |                        |                                 |                                 |                |                |
|                                |                                |                             |                             |                 |                 |  |  |                        |                        |                                 |                                 |                |                |
|                                |                                | Konrad II ur. ? zm. po 1161 | Konrad II ur. ? zm. po 1161 |                 |                 |  |  |                        |                        | Maria serbska ur. ? zm. po 1189 | Maria serbska ur. ? zm. po 1189 |                |                |
|                                |                                |                             |                             |                 |                 |  |  |                        |                        |                                 |                                 |                |                |
|                                |                                |                             |                             |                 |                 |  |  |                        |                        |                                 |                                 |                |                |
|                                |                                |                             |                             |                 |                 |  |  |                        |                        |                                 |                                 |                |                |

|                                                    |                                                    | Kazimierz II Sprawiedliwy ur. przed 28 X 1138 zm. 5 V 1194 OO 1160–1165 | Kazimierz II Sprawiedliwy ur. przed 28 X 1138 zm. 5 V 1194 OO 1160–1165 | Helena znojemska (ur. w latach 40. XII w. zm. 2 IV lub 19 VI 1202–1206) | Helena znojemska (ur. w latach 40. XII w. zm. 2 IV lub 19 VI 1202–1206) |                  |                  |                                                     |                                                     |
|                                                    |                                                    |                                                                         |                                                                         |                                                                         |                                                                         |                  |                  |                                                     |                                                     |
|                                                    |                                                    |                                                                         |                                                                         |                                                                         |                                                                         |                  |                  |                                                     |                                                     |
|                                                    |                                                    |                                                                         |                                                                         |                                                                         |                                                                         |                  |                  |                                                     |                                                     |
| NN, córka ur. w okr. 1162–1167 zm. ?               | NN, córka ur. w okr. 1162–1167 zm. ?               | Kazimierz ur. w okr. 1162–2 II(?)1168 zm. 1 III 1168                    | Kazimierz ur. w okr. 1162–2 II(?)1168 zm. 1 III 1168                    | Bolesław ur. w okr. 1168–1171 zm. 16 IV 1182 lub 1183                   | Bolesław ur. w okr. 1168–1171 zm. 16 IV 1182 lub 1183                   | Odon ur. ? zm. ? | Odon ur. ? zm. ? | Adelajda ur. na przeł. 70/80. XII w. zm. 8 XII 1211 | Adelajda ur. na przeł. 70/80. XII w. zm. 8 XII 1211 |
|                                                    |                                                    |                                                                         |                                                                         |                                                                         |                                                                         |                  |                  |                                                     |                                                     |
| Leszek Biały ur. zap. 1184 lub 1185 zm. 24 XI 1227 | Leszek Biały ur. zap. 1184 lub 1185 zm. 24 XI 1227 | Konrad I ur. w okr. 1187–1188 zm. 31 VIII 1247                          | Konrad I ur. w okr. 1187–1188 zm. 31 VIII 1247                          |                                                                         |                                                                         |                  |                  |                                                     |                                                     |